# AM 0644-741
AM 0644-741 , وتسمى أيضا Lindsay-Shapley-Ring (حلقة ليندسي-شابلي): هي مجرة محدبة غير ضلعية ومجرة حلقية . تبعد عنا نحو 300 سنة ضوئية وترى في اتجاه كوكبة السمكة الطائرة . النواة الصفراء كانت ذات يوم مركز مجرة حلزونية عادية، والحلقة التي تحيط حاليا بالمركز قطرها 150,000 سنة ضوئية.
مجرة AM 0644-741 شكلها شكل حلقة بيضوية زرقاء اللون، أما منطقتها المركزية فتميل إلى اللون الأصفر. وعند مشاهدتها من الأرض فنراها بزاوية ميل بالنسبة لمستويها. وقد استطاع العلماء اكتشاف المجرة الصغيرة التي اصتدمت بها وتسببت في هذا الشكل الحلقي لهاه المجرة الصغيرة لا تبدو في هذا المقطع من الصورة، بل هي خارجه. أما المجرة الصغيرة الموجودة على اليسار في الصورة فهي جرم سماوي أبعد من إيه إم 0644-741 كثيرا.
تبلغ قطر حلقة إيه إم 741-0644 نحو 150.000 سنة ضوئية ؛ بهذا فهي أكبر من مجرتنا، مجرة درب التبانة التي يبلغ قطرها نحو 110.000 سنة ضوئية. وهحوي إيه إم 741-0644 أعداد كبيرة من النجوم الزرقاء الساخنة التي هي عبارة عن نجوم ناشئة حديثا . وهذا هو سبب اللون الأزرق في الحلقة . موجة المد التي تزيح الحلقة إلى الخارج تعمل على انضغاط الغاز في تلك المناطق. وهذا يؤدي إلى زيادة تولد نجوم جديدة ساخنة . المجرة الحلقية إيه إم 741-0644 لا تزال في حالة تمدد وتوسع. وكطبقا لتقديرات الباحثين فسوف يستمر تمدد الحلقة مدة 300 سنة قادمة، ثم تتفكك .
كما يلفت النظر في مجرة الحلقة المناطق ذات اللون الأحمر الوردي . وهي سحب قيلية الكثافة من غاز الهيدروجين المتأين (مناطق هيدروجين II) . وهي تشع الأشعة فوق البنفسجية الساقطة عليها من النجوم الجديدة الساخنة.